# Championnat du monde d'échecs 1969

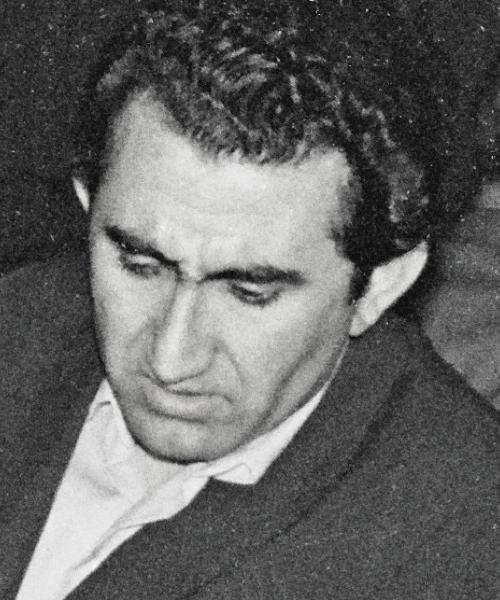
Tigran Petrossian, champion du monde de 1963 à 1969.

Le championnat du monde d'échecs 1969 a vu s'affronter Tigran Petrossian, le tenant du titre, et Boris Spassky à Moscou du 14 avril au 17 juin 1969. Spassky l'a emporté et est devenu le 10e champion du monde d'échecs.

## Qualification
Les six premiers de l'interzonal de Sousse se sont qualifiés pour les matchs des candidats : 
Bent Larsen (15½/21), Viktor Kortchnoï (14), Efim Geller (14), Svetozar Gligorić (14), Lajos Portisch (14). Un match de départage entre Samuel Reshevsky (13), Vlastimil Hort et Leonid Stein à Los Angeles finit également par un ex æquo. Reshevsky est qualifié grâce au meilleur score de départage dans l'interzonal.
Bobby Fischer abandonne l'interzonal de Sousse après 10 parties alors qu'il menait avec un excellent score (+7 =3).
Mikhaïl Tal et Boris Spassky sont qualifiés au titre de finaliste du match des candidats et de challenger du cycle précédent respectivement.
|  | Quarts de finale         | Quarts de finale         |                  |    | Demi-finales              | Demi-finales              |  |  | Finale               | Finale               |
|  | Quarts de finale         | Quarts de finale         |                  |    | Demi-finales              | Demi-finales              |  |  | Finale               | Finale               |
|  |                          |                          |                  |    |                           |                           |  |  |                      |                      |
|  | Belgrade, avril-mai 1968 | Belgrade, avril-mai 1968 |                  |    | Moscou, juin-juillet 1968 | Moscou, juin-juillet 1968 |  |  | Kiev, septembre 1968 | Kiev, septembre 1968 |
|  | Belgrade, avril-mai 1968 | Belgrade, avril-mai 1968 |                  |    | Moscou, juin-juillet 1968 | Moscou, juin-juillet 1968 |  |  | Kiev, septembre 1968 | Kiev, septembre 1968 |
|  | Mikhaïl Tal              | 5½                       |                  |    | Moscou, juin-juillet 1968 | Moscou, juin-juillet 1968 |  |  | Kiev, septembre 1968 | Kiev, septembre 1968 |
|  | Mikhaïl Tal              | 5½                       |                  |    | Moscou, juin-juillet 1968 | Moscou, juin-juillet 1968 |  |  | Kiev, septembre 1968 | Kiev, septembre 1968 |
|  | Svetozar Gligorić        | 3½                       |                  |    | Moscou, juin-juillet 1968 | Moscou, juin-juillet 1968 |  |  | Kiev, septembre 1968 | Kiev, septembre 1968 |
|  | Svetozar Gligorić        | 3½                       | Mikhaïl Tal      | 4½ |                           |                           |  |  | Kiev, septembre 1968 | Kiev, septembre 1968 |
|  | Amsterdam, mai 1968      |                          | Mikhaïl Tal      | 4½ |                           |                           |  |  | Kiev, septembre 1968 | Kiev, septembre 1968 |
|  |                          | Viktor Kortchnoï         | 5½               |    |                           |                           |  |  | Kiev, septembre 1968 | Kiev, septembre 1968 |
|  | Viktor Kortchnoï         | Viktor Kortchnoï         | 5½               | 5½ |                           |                           |  |  | Kiev, septembre 1968 | Kiev, septembre 1968 |
|  | Viktor Kortchnoï         |                          |                  | 5½ |                           |                           |  |  | Kiev, septembre 1968 | Kiev, septembre 1968 |
|  | Samuel Reshevsky         | 2½                       |                  |    |                           |                           |  |  | Kiev, septembre 1968 | Kiev, septembre 1968 |
|  | Samuel Reshevsky         | 2½                       | Viktor Kortchnoï | 3½ |                           |                           |  |  |                      |                      |
|  | Sukhumi, juin 1968       |                          | Viktor Kortchnoï | 3½ |                           |                           |  |  |                      |                      |
|  |                          | Boris Spassky            | 5½               |    |                           |                           |  |  |                      |                      |
|  | Efim Geller              | Boris Spassky            | 5½               | 2½ |                           |                           |  |  |                      |                      |
|  | Efim Geller              | Malmö, juillet 1968      |                  | 2½ |                           |                           |  |  |                      |                      |
|  | Boris Spassky            | 5½                       |                  |    |                           |                           |  |  |                      |                      |
|  | Boris Spassky            | 5½                       | Boris Spassky    | 5½ |                           |                           |  |  |                      |                      |
|  | Porec, mai 1968          |                          | Boris Spassky    | 5½ |                           |                           |  |  |                      |                      |
|  |                          | Bent Larsen              | 2½               |    |                           |                           |  |  |                      |                      |
|  | Bent Larsen              | Bent Larsen              | 2½               | 5½ |                           |                           |  |  |                      |                      |
|  | Bent Larsen              |                          |                  | 5½ |                           |                           |  |  |                      |                      |
|  | Lajos Portisch           | 4½                       |                  |    |                           |                           |  |  |                      |                      |
|  | Lajos Portisch           | 4½                       |                  |    |                           |                           |  |  |                      |                      |

## Résultats
Le match s'est joué au meilleur des 24 parties. En cas d'ex æquo, Petrossian conservait son titre.
|                   | 1 | 2 | 3 | 4 | 5 | 6 | 7 | 8 | 9 | 10 | 11 | 12 | 13 | 14 | 15 | 16 | 17 | 18 | 19 | 20 | 21 | 22 | 23 | Points |
| ----------------- | - | - | - | - | - | - | - | - | - | -- | -- | -- | -- | -- | -- | -- | -- | -- | -- | -- | -- | -- | -- | ------ |
| Boris Spassky     | 0 | ½ | ½ | 1 | 1 | ½ | ½ | 1 | ½ | 0  | 0  | ½  | ½  | ½  | ½  | ½  | 1  | ½  | 1  | 0  | 1  | ½  | ½  | 12½    |
| Tigran Petrossian | 1 | ½ | ½ | 0 | 0 | ½ | ½ | 0 | ½ | 1  | 1  | ½  | ½  | ½  | ½  | ½  | 0  | ½  | 0  | 1  | 0  | ½  | ½  | 10½    |

## Parties remarquables
- Spassky - Petrossian, 5e partie, 1-0
- Spassky - Petrossian, 11e partie 0-1
- Spassky - Petrossian, 19e partie, 1-0